# Васюганский район
Васюга́нский райо́н — административно-территориальная единица в составе Новосибирской и Томской областей РСФСР, существовавшая в 1939—1959 годах.
Васюганский район был образован в составе Нарымского округа Новосибирской области 27 апреля 1939 года. Центром района было назначено село Новый Васюган.
13 августа 1944 года Васюганский район отошёл к новообразованной Томской области.
В 1945 году в район входили 8 сельсоветов: Айполовский, Васюганский, Майский, Ново-Васюганский, Огнево-Ярский, Тайгинский, Тевризский и Шмаковский.
28 апреля 1959 года Васюганский район был упразднён, а его территория передана в Каргасокский район.